# Леди (Devil May Cry)
Леди (яп. レディ, Рэди, англ. Lady), урождённая Мэри (англ. Mary) — персонаж игровой серии Devil May Cry, разработанной и изданной японской компанией Capcom. Она была придумана сценаристом Бинго Морихаси при участии дизайнеров Capcom. Её прототипом стала российская певица Юлия Волкова; художники дополнили её образ несколькими уникальными чертами, чтобы она отличалась от других героинь франшизы. Несмотря на то, что в повествовании Devil May Cry 4 (2008) Леди была отведена второстепенная роль, создатели переработали её дизайн для этой игры, сделав героиню более сексапильной, так как действие продолжения разворачивается спустя много лет с момента её первого появления, когда она была несовершеннолетней. На протяжении всей серии Леди озвучили различные актрисы, в том числе Кэри Уолгрен, Мелисса Дэвис, Кейт Хиггинс и Фумико Орикаса.
Леди дебютировала в игре Devil May Cry 3: Dante’s Awakening как охотник на демонов, которая стремится отомстить своему отцу Аркхему за убийство её матери. В сиквеле Devil May Cry 4: Special Edition (2015) становится бонусным протагонистом. С момента своего первого появления Леди фигурировала в различных медиа по франшизе, как правило в качестве напарницы и работодателя главного героя Данте.
Критики и фанаты франшизы оценили Леди положительно. Игровым журналистам понравилась её роль в истории франшизы, а также дебют героини в качестве игрового персонажа в Devil May Cry 4: Special Edition, где они особенно хвалили её уникальные движения. Она получила признание как одна из лучших героинь в истории компьютерных игр; рецензенты также тепло отзывались о её версии из аниме.

## Создание

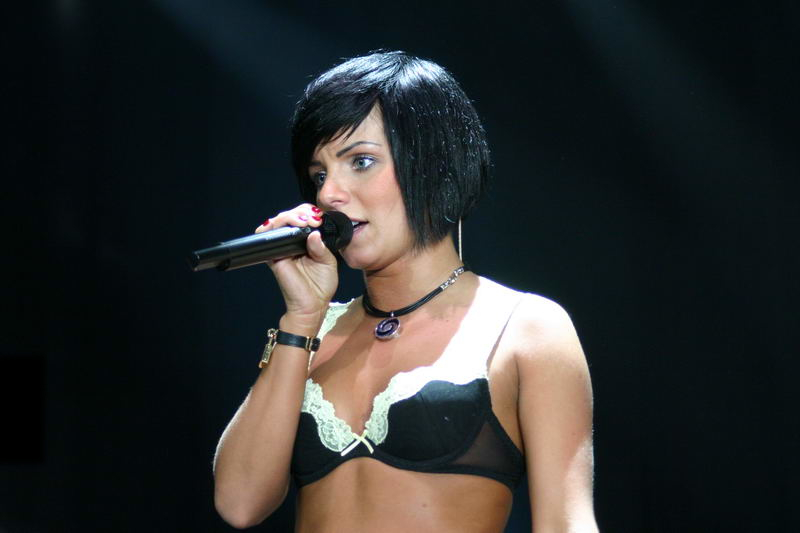
Прототипом Леди стала российская певица Юлия Волкова, бывшая солистка поп-группы «Тату»

При создании Леди художники взяли за основу внешность российской певицы Юлии Волковой. Дизайнеры стремились изобразить её как квалифицированного бойца и, в то же время, хотели привлечь внимание новых игроков, поэтому одели её в школьную форму. Даиго Икэно дополнил незрелый образ героини громоздким оружием. Икэно попросил коллег построить её боевой стиль вокруг быстрых и внезапных атак с использованием огнестрельного оружия; по признанию Стефани Чивы, которая сыграла Леди в кат-сценах при помощи технологии захвата движения, ей было трудно воспроизвести эти перемещения и удары. Бинго Морихаси хотел, чтобы Леди была старше главного героя Данте, однако руководитель проекта Хидэаки Ицуно не поддержал его видение, полагая, что японским игрокам понравится героиня помоложе. Хотя дизайнеры завершили её образ ближе к концу разработки Devil May Cry 3, Морихаси писал историю и диалоги Леди с чётким представлением о том, как должна выглядеть героиня. Художники сделали Леди брюнеткой, чтобы выделить её на фоне предыдущих женских персонажей франшизы. В отличие от Триш и Люсии она была опытным охотником на демонов. По мнение разработчиков, прошлые героини были слишком посредственными.
Одной из ключевых тем Devil May Cry 3 является семейный конфликт, который возникает как между Леди и её отцом Аркхемом, так и среди братьев-близнецов Данте и Вергилия. Ицуно не понравилось, что Аркхем погиб от руки собственной дочери, так как, по его мнению, дети не должны убивать своих родителей. Морихаси настоял на том, чтобы эта сцена попала в финальную версию игры, наряду с другой, где Данте побеждает Вергилия. Чтобы правильно подвести Леди к убийству её отца, Морихаси написал эпизод, в которой героиня заявляет, что остановить Аркхема — это её долг.
Для Devil May Cry 4 художники переработали дизайн Леди таким образом, чтобы она выглядела как бизнесвумен. Тацуя Ёсикава, ответственный за образ героини, скрыл её разноцветные глаза за солнцезащитными очками, а также сделал более сексуально привлекательной, чтобы подчеркнуть взросление девушки с момента окончания Devil May Cry 3. Художники отказались от некоторых изначальных идей, чтобы героиня не выглядела пошлой. Несмотря на то, что Леди появилась лишь в нескольких кат-сценах, Capcom всерьёз задумывалась о её редизайне; по признанию одного из художников, на корректировку образа Леди потребовалось больше времени, чем на создание новой героини Кирие. Как и в случае с Данте, было трудно определить возраст Леди; дизайнеры хотели, чтобы оба персонажа выглядели привлекательнее, чем в предыдущих частях.
Принимая во внимание популярность Леди у игроков, Capcom задумывалась посвятить ей спин-офф. Изначально разработчики планировали добавить Леди в Devil May Cry 4: Special Edition в качестве альтернативного скина, однако Ицуно предвидел негативную реакцию критиков и фанатов героини и решил сохранить её уникальный набор движений и вместо этого сделать Леди играбельным персонажем. Создатели переработали некоторых боссов из сюжетной кампании под её боевой стиль. В 2015 году Ицуно назвал Леди своим любимым протагонистом из Devil May Cry 4: Special Edition из-за уникального геймплея за неё. Также продюсер описал героиню как «крутого и сильного персонажа».

### Исполнение
Кэри Уолгрен озвучила Леди в Devil May Cry 3 и Devil May Cry 4, после чего, начиная с Devil May Cry 4: Special Edition её заменила Кейт Хиггинс. Несколько актрис сыграли героиню при помощи технологии захвата движения: Стефани Чива в Devil May Cry 3, Лаура Наполи в Devil May Cry 4 и Агнес Олех в Devil May Cry 5. Мелисса Дэвис озвучила Леди в английской версии аниме, а Фумико Орикаса — в японской и с тех пор стала её постоянным голосом в других медиа. Сэйю понравилась Леди из-за её «крутой внешности и динамики в бою». Орикаса описала Леди как «бессердечную девушку», однако это не мешало ей получить удовольствие при озвучивании.

## Появления
В Devil May Cry 3 Леди предстаёт как внештатный охотник на демонов. Хотя она является бойцом на ближней дистанции, в её распоряжении также имеется модифицированная ракетная установка под названием «Калина-Анн», напоминающая ПЗРК. Родители назвали её Мэри, однако она отказалась от этого имени после того, как отец девушки Аркхем принёс свою жену в жертву ради обретения демонической силы. С тех пор она возненавидела не только отца, но и демонов в целом, и поклялась уничтожить их. Изначально она появляется как противник Данте, который даёт ей прозвище «Леди», когда та отказывается назвать ему настоящее имя. После нескольких столкновений с Леди, Данте решает помочь ей остановить Аркхема, чтобы защитить мир людей. Леди на время отдаёт Данте свою любимую ракетницу. В конечном итоге он сдерживает своё обещание и, вместе со своим братом Вергилием, побеждает Аркхема. Затем Леди закрепляет за собой данное Данте прозвище и убивает своего отца, незадолго до этого сказав ему, что «Мэри мертва». Также именно она ненароком придумывает название для агентства Данте — «Devil May Cry», когда пытается утешить его после исчезновения Вергилия.
Леди периодически фигурирует в аниме «Демон против демонов», где продолжает в одиночку охотиться на демонов, но в некоторых случаях обращается за помощью к Данте. Героиня эпизодически появляется в Devil May Cry 4 как наниматель Данте и Триш; Леди просит их остановить религиозную организацию Орден Меча, лидер которой намеревается наполнить мир людей демонами. В эпилоге она даёт дуэту лишь небольшую сумму денег, так как основная часть оплаты уходит на возмещение ущерба, причинённого государству Фортуна в ходе выполнения миссии. В специальном издании четвёртой части Леди и Триш становятся играбельными персонажами, которые заменяют Неро и Данте в их сюжетной кампании. В Devil May Cry 5 Леди появляется лишь в кат-сценах. В начале игры Леди, Триш и Данте проигрывают королю демонов Уризену. Враг запечатывает её внутри другого демона, однако Неро спасает Леди.
Леди кратко фигурирует в манге Devil May Cry 3, события которой происходят за год до начала игры. Также она является персонажем поддержки в Project X Zone (2012). В её костюм из Devil May Cry 4 можно переодеть главного героя игры Monster Hunter Frontier G (2013). В мюзикле Devil May Cry: The Live Hacker Леди сыграла Наоми Мадзима.

## Восприятие
Леди получила положительные отзывы от критиков и фанатов серии. GamesRadar высоко оценил её роль в Devil May Cry 3 на фоне других действующих лиц, а также конфронтацию героини как с Данте, так и с Вергилием. Engadget разделил мнение относительно проработанности героини и её арки в Devil May Cry 3; рецензент остался доволен решением Данте помочь ей отомстить отцу. GameSpy также оставил положительный отзыв о персонажах игры, которые, по его мнению, были прописаны лучше, чем герои и злодеи предыдущих частей. Complex заявил, что она является лучшей напарницей Данте, чем Триш, из-за её предыстории и боевого стиля. В 2009 году IGN поместил её на 7-е место среди «лучших женских персонажей в играх», принимая во внимание то влияние, которое она оказала на франшизу. GamesRadar разделил мнение IGN, отметив, что именно Леди придумала название агентства Данте, разделяющее общее название с франшизой. В то же время GamesRadar назвал её псевдоним одним из худших в истории игр. Леди заняла 3-е место среди «самых сексуальных героинь в играх» по версии PortalPlay. До выхода Marvel vs. Capcom 3: Fate of Two Worlds Play упомянул, что хотел бы видеть Леди в этой игре, так как, по их мнению, Capcom «недостаточно использовал её».
Хотя рецензенту GamesTM понравился редизайн Леди в Devil May Cry 4, он был разочарован отсутствием возможности игры за неё и выразил надежду на исправление этого недостатка в обновлении. HobbyConsolas высоко оценил боевой стиль Леди, однако отметил, что им довольно сложно овладеть. По мнению Destructoid, уникальность Леди в Devil May Cry 4: Special Edition заключается в том, что она, в отличие от других персонажей игры, является человеком и не обладает какими-либо демоническими способностями, и благодаря этому игрокам будет интересно изучить её боевой стиль. Эту позицию разделил PC Magazine, указав на разительное отличие её набора движений по сравнению с остальными протагонистами. Несмотря на то, что IGN понравился геймплей за Леди, рецензент назвал Вергилия лучшим из новых персонажей. Изначально Game Informer опасался сложности освоения игры за Леди, но, в конечным итоге, ему понравился динамичный стиль героини.
Рецензенты отметили версию Леди из аниме. Орикаса заявила, что ей понравилась драка между ней и Триш. Несмотря на смешанное восприятие эпизода с участием обеих героинь, Hyper остался доволен их боем и сравнил его со сражениями из «Матрицы». Anime News Network был разочарован редким участием Леди в аниме, однако похвалил её английскую озвучку. GroundReport описал Леди и Триш как «помеху» для Данте. The Fandom Post высоко оценил эпизод, в котором Леди сражается с Триш, а затем становится её другом. Рецензенту также понравилась роль этого дуэта в последующих эпизодах, особенно в финале. DVD Talk дал положительную оценку химии между Леди, Данте и Триш, отметив, что ему хотелось больше наблюдать за ними, чем за противостоянием Данте с его противниками.